# Madeirisierung
Unter Madeirisierung versteht man den für den portugiesischen Madeirawein typischen Charakter, der durch den oxidativen Weinausbau bei gleichzeitiger Wärmeeinwirkung entsteht. Madeiraweine sind meist bernsteingelb bis braunfarben und zeichnen sich durch einen ausgeprägt gekochten bis leicht karamellartigen Geschmack aus. Bei einem nicht bewusst madeirisierten Wein wird der Begriff im Rahmen der Weinsprache negativ besetzt und für einen überalterten und matten Wein verwendet.
Andere Likörweine, die einen ähnlichen Prozess durchlaufen, werden häufig mit dem Begriff Rancio belegt.
Madeirisierte Weine reifen zu reichen, körperreichen Weinen heran. Ihr Bouquet wird meist mit den Aromen von Feigen, Dörrfrüchten, Quitten, Nüssen und ranziger Butter assoziiert. Bei Weinen der Rebsorte Sercial kann auch eine deutliche Terpentinnote entstehen.

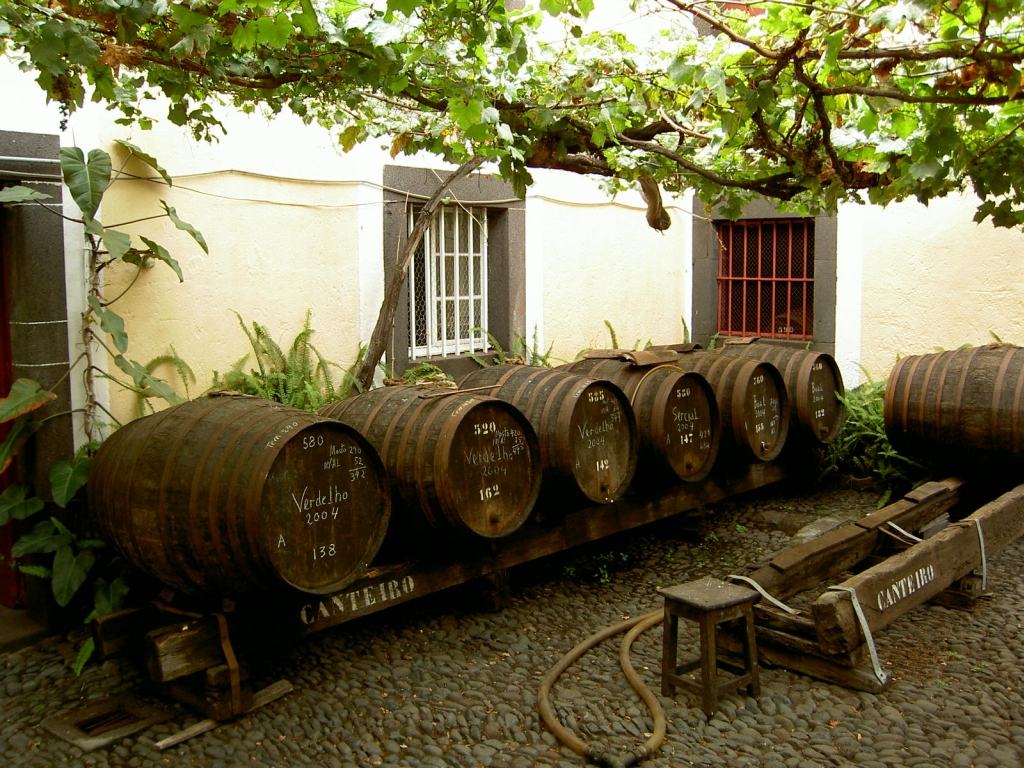
Lagerung von Madeira in einem Hof in Funchal

Auf der Insel Madeira wird der auch bei langer Lagerung im Keller einsetzende Prozess der Oxidierung durch Erhitzung beschleunigt. Darüber hinaus wird durch die Erhitzung die Bildung von Aldehyden und Acetalen sowie anderer Aromastoffe begünstigt.
Vorausbedingung für das korrekte Durchführen einer Madeirisierung ist das vorherige Aufspriten des Grundweins. Der hohe Alkoholgehalt verhindert die Bildung von Essigsäurebakterien.
Die klassische Canteiro-Methode, bei der der aufgespritete Jungmadeira im Holzfass unter dem nicht isolierten Dach der Adega auf natürliche Art und Weise dem Effekt der Hitze ausgesetzt wird, ist heute aus wirtschaftlichen Gründen sehr selten geworden und ist lediglich hochwertigsten Weinen vorbehalten. Allein der Volumenverlust von rund drei Prozent pro Jahr im Holzfass führt über die oft jahrelange Reifelagerung zu erheblichen Kosten. Die Entdeckung dieser Ausbaumethode ist der sogenannten Torna viagem zu verdanken.
Gute Qualitäten werden auch erreicht, wenn man den Lagerraum mit den Holzfässern zusätzlich beheizt. Durch die höheren Temperaturen beschleunigt sich der Oxidationseffekt und kann bereits nach mindestens 6 Monaten abgeschlossen sein.
Die preiswerteste Methode bedient sich der schnellen, verlustfreien Erhitzung im Edelstahl- oder Betontank. Die Tanks sind nicht vollständig gefüllt und werden mindestens während 90 Tagen auf 55 °C erwärmt. Würde der Behälter auf nur 50 °C erwärmt, verlängert sich der vollständige Madeirisierungseffekt auf fast 15 Monate.